# 弱体化
| ウィキペディアには「弱体化」という見出しの百科事典記事はありません（タイトルに「弱体化」を含むページの一覧/「弱体化」で始まるページの一覧）。 代わりにウィクショナリーのページ「弱体化」が役に立つかもしれません。 |